# Iliya Valov
Iliya Valov (en bulgare : Илия Вълов), né le 29 décembre 1961 à Knezha (république populaire de Bulgarie) et mort le 13 juillet 2024 à Vratsa (Bulgarie), est un footballeur international puis entraîneur bulgare.
Iliya Valov joue 180 matchs pour le Botev Vratsa entre 1981 et 1988. Il est le gardien numéro 2 derrière Borislav Mihaylov en sélection avec l'équipe de Bulgarie pendant la coupe du monde 86 au Mexique. Il joue en tout 31 matchs en équipe nationale.
Après sa retraite de joueur, Iliya Valov travaille en tant qu'entraîneur pour le Tcherno More Varna jusqu'en 2004 avant de suivre l'entraîneur Plamen Markov au CSKA Sofia.